# سومييدو
بلدية سومييدو (بالإسبانية: Somiedo) هي بلدية تقع في منطقة أستورياس شمال غرب إسبانيا.

## الديموغرافيا
بلغ عدد سكان بلدية سومييدو 1.409 نسمة عام 2011 (وفقاً للمعهد الوطني للإحصاء الإسباني).
| 1.664 | 1.638 | 1.631 | 1.570 | 1.494 | 1.435 | 1.409 |

## أعلام
- آنا كانو